# Outback
Ausztrália területének nagy részét, körülbelül 85%-át úgynevezett outback – az „isten háta mögötti vidék” –, a világ legősibb tája foglalja el. Vörös sziklák, vörös por, okker síkságok, bíbor színben úszó hegyek, ragyogó kék ég és magányos házikók jellemzik a végeérhetetlen sivatagi tájat. Tágabb értelemben minden, a nagyvárosi régióktól távoli helyet idesorolnak. Az Outback kifejezés a 19. század elején jelent meg, nyomtatva először 1869-ben. Jelentése back of beyond, túl a semmin, magyar megfelelője az Isten háta mögött. A terület legtávolabbi részét The Never-Never, vagy Never-Never-Land (seholország) néven is említik.

## Áttekintés

A piros és vörös színnel jelölt rész az ausztrál kormány által meghatározott outback terület.

A hatalmas méretű területen kevesebb, mint félmillió ember lakik. Ausztrália teljes lakosságának egy százaléka él sivatagos, további két százalék  félsivatagos területen, jelentős részük őslakó. Az ott élő európaiak nagyobb része néhány városban él.
A terület nagyobb, meghatározó része félsivatagos, szárazságtűrő növényekkel és állatvilággal, időszakos vízfolyásokkal, minimális lakossággal. Az északi terület éghajlata trópusi. A keleti fél lapos, alacsony, részben lefolyástalan terület, a vízfolyások a tengerszint alatti Eyre-tó felé tartanak. A nyugati oldal helyenként kissé magasabb fekvésű, de 1000 méter feletti magasságú hegység alig található.
A valamelyest termékeny részeket elsősorban legelőként hasznosítják, hagyományosan juh- vagy szarvasmarhatenyésztés folyik a cattle station (marhaállomás), sheep station (birkaállomás) elnevezésű, hatalmas kiterjedésű gazdaságokon, melyek területét a kormánytól bérlik. Az outback területén található a világ leghosszabb, nem közlekedési célú építménye, a több, mint 5000 kilométer hosszú dog fence, a dingó-kerítés, mely a dingók ellen védi a gazdaságokat.
Az elsőre sivárnak tűnő táj számtalan természeti értéket rejt, ilyen az Uluru, a Katja-Tjuta, a Devils Marbles, vagy a King's Canyon. A Queenslandi Riversleigh 1994-ben a világörökségi listára került. A 100 km²-nyi területen ősi emlősök, madarak és hüllők kövületmaradványai vannak az oligocén és miocén korból.

## Történelem

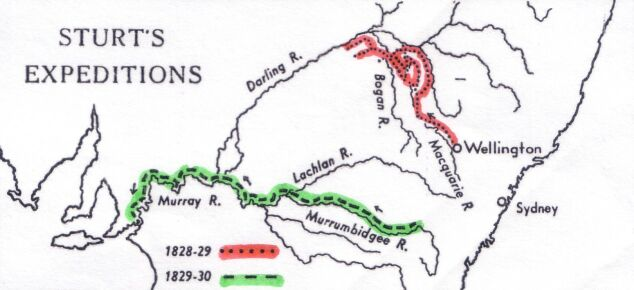
A két első Sturt expedíció útvonala

A belső-ausztráliai expedíciók a 19. század elején kezdődtek meg, a már jobban ismert keleti partvidék irányából. Az egyik első expedíciót Gregory Blaxland vezette 1813-ban, és már az első kísérletnél sikerült átjutnia a Sydneytől nyugatra található Kék hegységen (Blue Mountains). Ludwig Leichhardt német felfedező ugyanekkor északról vezetett expedíciókat. 1817-től John Oxley indított expedíciókat, őt követte Charles Sturt, aki 1828 és 1830 közötti két első expedíciója során a nyugat felé tartó Darling, majd Murray folyókat követte, célja egy feltételezett hatalmas tó, vagy beltenger megtalálása volt.
Később a kormány tervbe vette egy távíróvonal létesítését. Batáviától India és Európa felé már volt távíróvonal, ezt részben tengeralatti kábelként meghosszabbították a mai Darwin városig. Sydney, Melbourne és Adelaide között is volt távíróvonal. A keleti part városai és Darwin között viszont nem volt kapcsolat, Sydney felől hosszú hajóúttal lehetett Darwint, így az Európa felé vezető távíróvonalat elérni. A kontinens belseje ekkoriban még feltérképezetlen, ismeretlen terület volt. Komoly jutalmat helyeztek kilátásba annak, aki elsőnek képes a távíróvezeték létesítésére megfelelő útvonalat meghatározni.
1858 és 1861 között John McDouall Stuart skót felfedező hat expedíciót vezetett északra Adelaide-ből az outbacken keresztül, hogy elérje Ausztrália északi partját. Útja során, melyet a sivatag, betegségek és sokszor ellenséges fogadtatás nehezített, az őslakók történelem előtti időktől létező ösvényét követte. A hatodik útja során érte el a mai Darwin környékét, majd súlyos betegen tért haza Angliába és hamarosan meghalt.

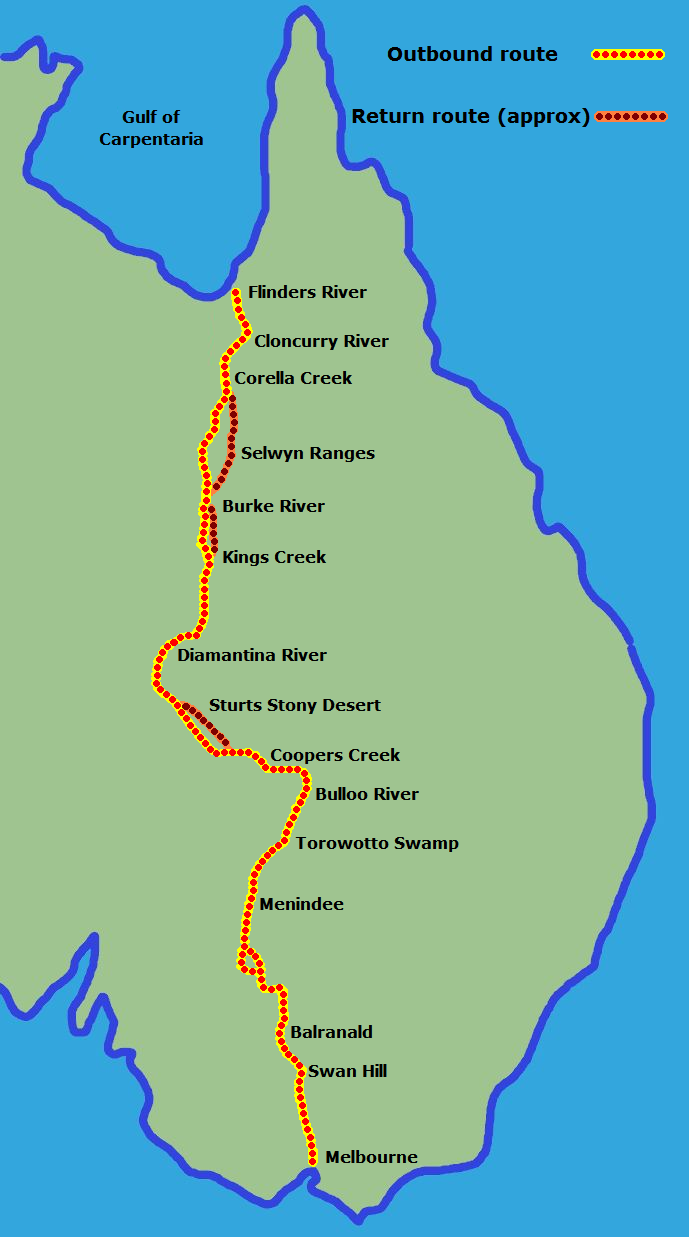
A Burke–Wills-expedíció útvonala

1860-ban a jóval nagyobb létszámú és sokkal jobban felszerelt Burke–Wills-expedíció elindult délről észak felé. Az indulási hely ezúttal nem Adelaide, hanem a jóval keletebbre fekvő Melbourne volt. Noha elsőnek érték el a Carpentaria-öblöt, a visszaúton több résztvevő, köztük Burke és Wills is meghalt. Halálukat nem az éhezés, szomjúság, hanem egy a magukkal hozott készletek kimerülése után az őslakók javaslatára folyamatosan fogyasztott, az őslakók módszerével elkészítve ártalmatlan és tápláló, de rosszul elkészítve a szervezet B1-vitamin háztartását felborító, ezáltal akár halálos beri-beri betegséget kiváltó növény okozta. A nardoo (Marsilea drummondii) minden része egy olyan enzimet tartalmaz (thiaminase), mely a szervezetbe jutva igen gyorsan lebontja a B1 vitamint, kezelés nélkül néhány hét alatt halált okozva. A termés egy napig áztatva, majd szárítva, porrá őrölve és tésztaként, vagy kenyérként megsütve ártalmatlan, az egyszerű főzés azonban nem pusztítja el a benne lévő enzimet, mely minden emlős számára halálos B1-vitaminhiányt vált ki.
A Stuart által bejárt és feltérképezett ösvény mentén épült fel az 1872-ben üzembe helyezett Overland Telegraph nevű távíróvonal. Az akkori technológia miatt bizonyos távolságonként állandó személyzettel ellátott ismétlőállomások épültek a vonal mentén, ezeket feltétlenül víznyerőhelyek közelébe kellett telepíteni. A távíróállomások körül idővel kisebb települések jöttek létre. Ezek a települések sokszor a mai napig őrzik az adott hely őslakók által adott nevét (pl. Abminga, Wangianna, Engoordina), gyakran utalnak a helyi víznyerőhely fajtájára (creek: patak, spring: forrás, water: víz). A településeket földutak kötötték össze. A modern eszközök megjelenése után a távíróvonal feleslegessé vált. Az állomások nagy része néptelenné vált, néhány város azonban továbbfejlődött. Ilyen távíróállomás volt egykoron Alice Springs, Tennant Creek és Katherine.
Noha Ausztrália első, 22 kilométer hosszú vasútját már 1855-ben elindították, a belső területek irányába csak az 1870-es években kezdődött meg a vasútépítés. A lassú tempót jelzi, hogy az 1872-ben Adelaide irányából észak felé indult vonal csak 1891-ben érte el Oodnadattát, majd több évtized szünet után, 1929-ben Alice Springset. A teljes észak-déli transzkontinentális vasút, a The Ghan csak 2004-ben készült el, összességében 132 év alatt. A keleti part irányából több vasútvonal is épült a sivatag felé, ezek végállomásai többnyire az Outback kisebb településein vannak. A vasút által elérhető területen bányák nyíltak, a népesség nőni kezdett.
Az expedíciók az outback távoli helyeire egészen az 1950-es évekig folytatódtak, amikor Len Beadell kutató földméréseket végzett, többek között ő térképezte fel az atomfegyverek tesztelésre használt Emu Fieldet és a rakéták tesztelésére használt Woomera területét, mely manapság Woomera Prohibited Area néven szigorúan zárt terület.

## Bányászat
A kietlennek látszó táj a világ legjelentősebb bányakincseit rejti. Az eljegesedés teljes hiánya miatt a perm korszak óta az outback rendkívül gazdag vasban, alumíniumban, mangánban és uránércekben, és szintén tartalmaz arany, nikkel, grafit és cinkércet. Nagyobb bányák és bányászterületek vannak Coober Pedynél, Lightning Ridge-nél és White Cliffsnél ahol opált találtak. Olajat és gázt termelnek ki Cooper Basinben Moomba körül. Nyugat-Ausztráliában Kimberleynél az Argyle gyémántbánya adja a világon kitermelt gyémántok legnagyobb részét és a világ gyémántellátásának hozzávetőleg egyharmadát. A nyugat-ausztráliai Pilbara környékén van az ország legnagyobb vasérclelőhelye, a szintén az államban lévő Woodie Woodie a világ egyik legnagyobb mangánbányája.
A dél-ausztráliai Olympic Dam adja a világ uránérc-termelésének nagy részét.

## Állattenyésztés
A vízzel ellátott, füves területeken hatalmas marha- és birkatenyésztő gazdaságok jöttek létre. A legnagyobb mérete akkora, mint Belgium. A hatalmas gazdaságok földterülete állami tulajdonban van, az állattenyésztők a területet csak bérlik.
Mivel a juhokat a dingók gyakorta megtámadták, a veszélyeztetett területeken áttértek a szárazságot jól tűrő marhafajták tenyésztésére. A gazdaságokban az állatokat teljesen rideg körülmények között tartják.

## Lakosság

### Az őslakók
A terület őslakói az évezredek óta a kontinensen élő, európai szóhasználattal aboriginal népek. Több száz különálló törzsben éltek, szintén több száz külön nyelvet beszéltek. Kutatások szerint a világ egyik legősibb népét alkotják. Az aboriginal népességet hosszú ideig tartó méltatlan bánásmóddal illették. A városok és mezőgazdaság terjedésével sok törzset áttelepítettek. A részleges jogfosztottság, a beilleszkedési nehézségek miatt a népesség létszáma folyamatosan csökkent, a várható élettartam jóval alacsonyabb volt az európai lakosságénál. A folyamat csak az 1960-as évektől állt meg.
A hosszú ideig csak korlátozott jogokat élvező aboriginal (őslakó) közösségeket az outback régiókban nem telepítették át úgy, ahogy a partmenti területeken jellemző volt az intenzív mezőgazdaság és a nagyvárosok terjedése során. Az outback területen élő bennszülött népesség jelentős hányada az eredeti lakóterületén maradt, mint például a pitjantjatjarák az Uluru körül. Mára az aboriginal közösségek és területek egy része jelentős autonómiával rendelkezik, a népesség létszáma újra nő, de még mindig nem haladja meg az 1% körüli értéket.

### Európaiak
Cook kapitány 1770-es expedíciója után a terület brit fennhatóság alá került. Az Amerikai Egyesült Államok sikeres függetlenségi háborúja után az addig oda szállított fegyenceket elkezdték Ausztráliába szállítani. A kor viszonyai mellett akár egy vekni kenyér ellopásáért is hosszú időre valamely ausztrál fegyenctelepre lehetett kerülni. Szabadulásuk után jelentős részük nem ment vissza Angliába, gazdálkodni kezdtek, vagy a sivatagi szabad életet választották. Az aranyláz, opálláz alatt további kalandvágyó, vagy az európai nyomor elől menekülő tízezrek emigráltak Ausztráliába. Mai napig az ausztrál néplélek részét képezik a szabad és öntörvényű csavargók, bozótlakók, a rendszerrel szembenállók. Az egy törvényen kívüli csavargóról szóló Waltzing Matilda olyan közel áll az ausztrál néplélekhez, hogy többször felmerült a hivatalos himnusszá választása.
Az alacsony és kiszámíthatatlan csapadékviszonyok és a talaj terméketlensége miatt Közép-Ausztrália gyéren lakott terület maradt, a teljes lakosság alig 3%-a él az Outback területén.

## Egészségügy

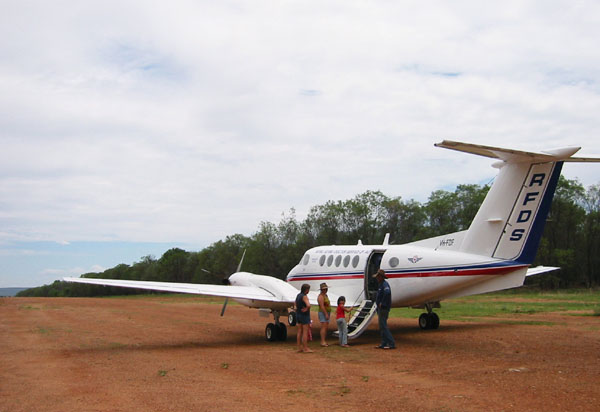
A „légi dokik” - a Royal Flying Doctor Service egyik repülőgépe

A nagyobb településeken jól felszerelt kórházak vannak. Kisebb településeken gyakori, hogy orvos nélkül, jól képzett és gyakorlott ápolóval működő, kisebb intézmények vannak. Ilyen helyeken az ápoló rádión tartja a kapcsolatot a központtal, ahonnan orvosi utasításokat kap szükség esetén. Az első ilyen „bozótkórház” Oodnadatta kisvárosban létesült.
Sürgős orvosi segítség és másként megoldhatatlan betegszállítás esetén vehető igénybe a Royal Flying Doctor Service, vagyis a „repülő orvosok szolgálata”. A szervezet célja egészségügyi ellátás olyan, távoli helyeken helyen tartózkodó embereknek, akik másképpen nem érnék el a kórházakat.
A Royal Flying Doctor Service központja Alice Springsben van, a város egyik érdekessége. A szervezetet 1928-ban hozta létre Cloncurryben (Queensland) a nagytiszteletű John Flynn lelkész. A szervezetnek mára több tucat egy- és kétmotoros kisebb repülőgépe van, a központot pedig modern kommunikációs eszközökkel szerelték fel.
Mobil rendelők is léteznek, melyek olyan kamionra épített mozgó orvosi rendelők, amik a helyi települések között közlekednek és bizonyos időközönként nyújtanak a helyieknek orvosi ellátást.

## Oktatás
A legtöbb outback közösségben a gyerekek száma túl kicsi ahhoz, hogy hagyományos iskola működjön. Ahol nincs helyi iskola, a gyerekek otthonról a rádión, vagy újabban műholdas interneten keresztül tartják a kapcsolatot a távol lévő tanárokkal, ez a School of the Air rendszer. Sok gyerek bentlakásos iskolában tanul a középiskolában. Főiskolák és egyetemek csak a nagyvárosokban vannak.

## Élővilág

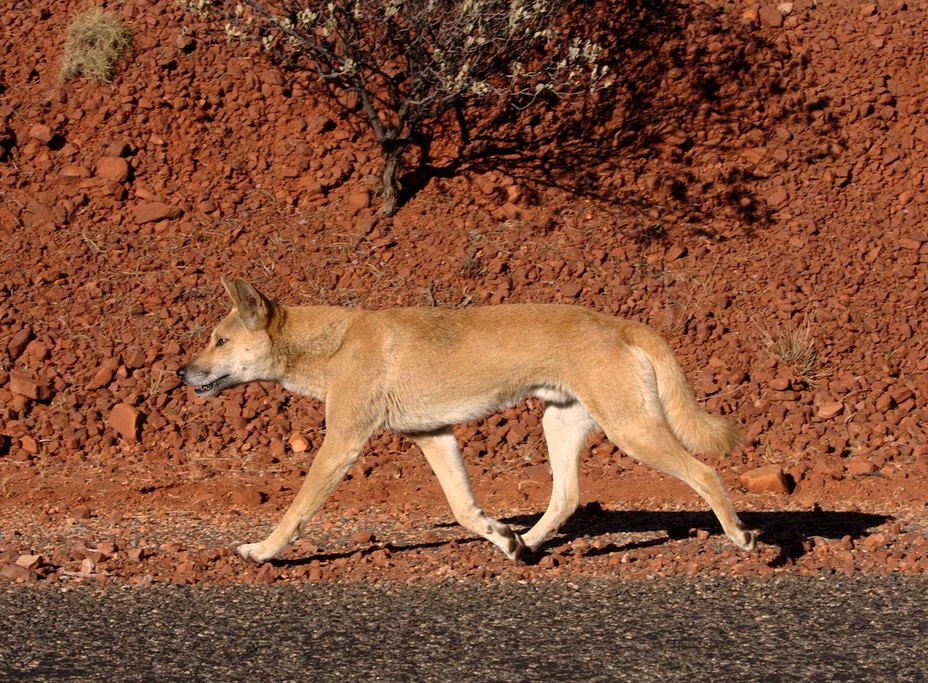
A dingók színe alkalmazkodott a vöröses környezethez

Az ausztráliai outbacken a sivatagos környezet ellenére nagyon sok állatfaj él. Egy részük őshonos (pl. a kenguruk), másokat az ember hozott be, majd elvadultak (pl. valószínűleg az őslakók által behozott dingó, az európaiak által behozott nyúl, az afgánok által behozott teve). Legtöbbjük rejtőzködő, vagy éjszakai életmódot folytat, ezért csak ritkán látható.
Az outback legismertebb állatfaja, Ausztrália szimbóluma a kenguru. Több, különféle méretű fajtája létezik. Csapatokban élnek, éjszakai életmódot folytatnak. A vombat az egyik legismertebb erszényes. Mivel inkább a keleti partvidék környékén él, nem szokás az Outback élővilágához sorolni. Az ország másik szimbóluma a dingó. Valószínűleg az őslakók hozták be az országba, ahol elvadultak. A farkasokhoz hasonlóan családokban élnek, emberkerülők, nehezen szelídíthetők.
Az itt élő és igen rossz hírű kígyók félénkek és emberkerülők, meglepően kevés marás történik, azok is jórészt az ember hibájából. Az akár 50 fokot is megközelítő nyári meleg még a kígyók és gyíkok számára is sok, ezért inkább csak télen fordul elő, hogy a napon sütkérező példányt lehet látni. Ilyen esetben meg kell várni, hogy az állat elbújhasson. Sarokba szorítani, megtámadni, üldözni, kézbe venni nem szabad, mert ezzel önvédelmi támadást provokálhatunk. A mérgeskígyók közé tartozik a barna kígyó, tigriskígyó, taipan, a halálkígyó és a Nullarbor sivatag partmenti részén élő dugite. Az olivapiton nem mérges, de viszonylag agresszív, harapása fájdalmas és könnyen elfertőződik.
Az északi, trópusi területen krokodilok élnek. Több fajtájuk van, bármilyen vizes területen előfordulhatnak, emberre is veszélyesek.
A madárvilág hajnaltájt és szürkületnél látható gyakran, leginkább a nedvesebb területeken. A törpepapagájok, kakaduk, ormányos kakaduk, rózsás kakaduk és zebrapintyek csapatokban láthatók. A legnagyobb madár a röpképtelen, de igen kitartóan futó emu.
A teherszállításra a 19. században behozott, majd a vasutak felépülése után feleslegessé vált, szabadon eresztett tevék a számukra ideális körülmények közepette gyors ütemben szaporodni kezdtek, az egy időben engedélyezett irtás ellenére mára több százezer él vadon. Az egyik legnagyobb hiba a nyúl behozása volt az országba. Tömegesen elszaporodva komoly pusztítást végeznek, betegségeket terjesztenek. Mára a nyúlállomány kipusztíthatatlan, a nyulak száma szinte felbecsülhetetlen. Az irtásukra behozott rókák és az elvadult macskák a nyulak helyett a védtelenebb, őshonos állatfajokat kezdték pusztítani. Ha kisebb mennyiségben is, de vadlovak (ismertebb nevükön brumby-lovak), vaddisznók is élnek szabadon.

## Turizmus

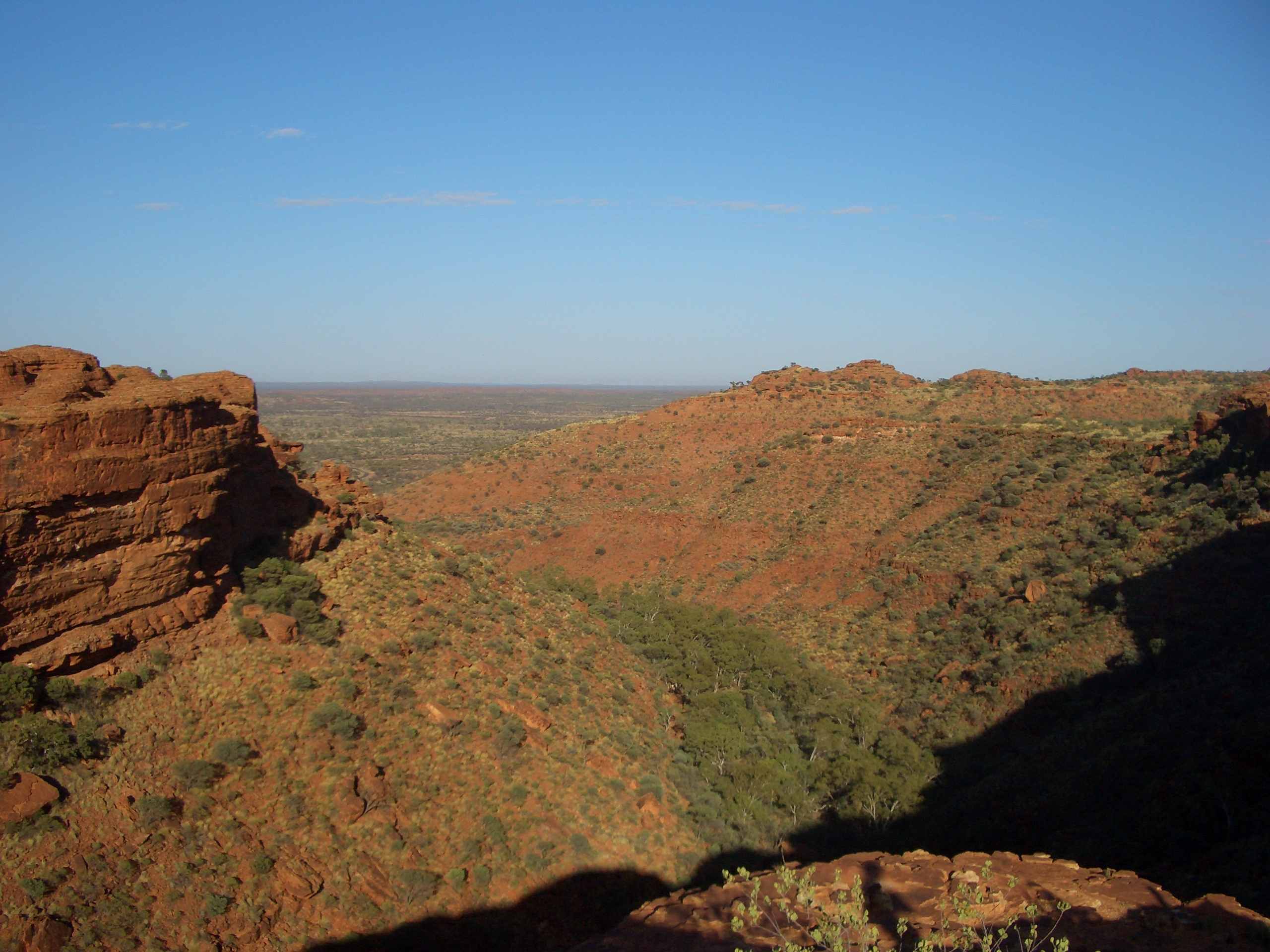
Az ausztráliai outback

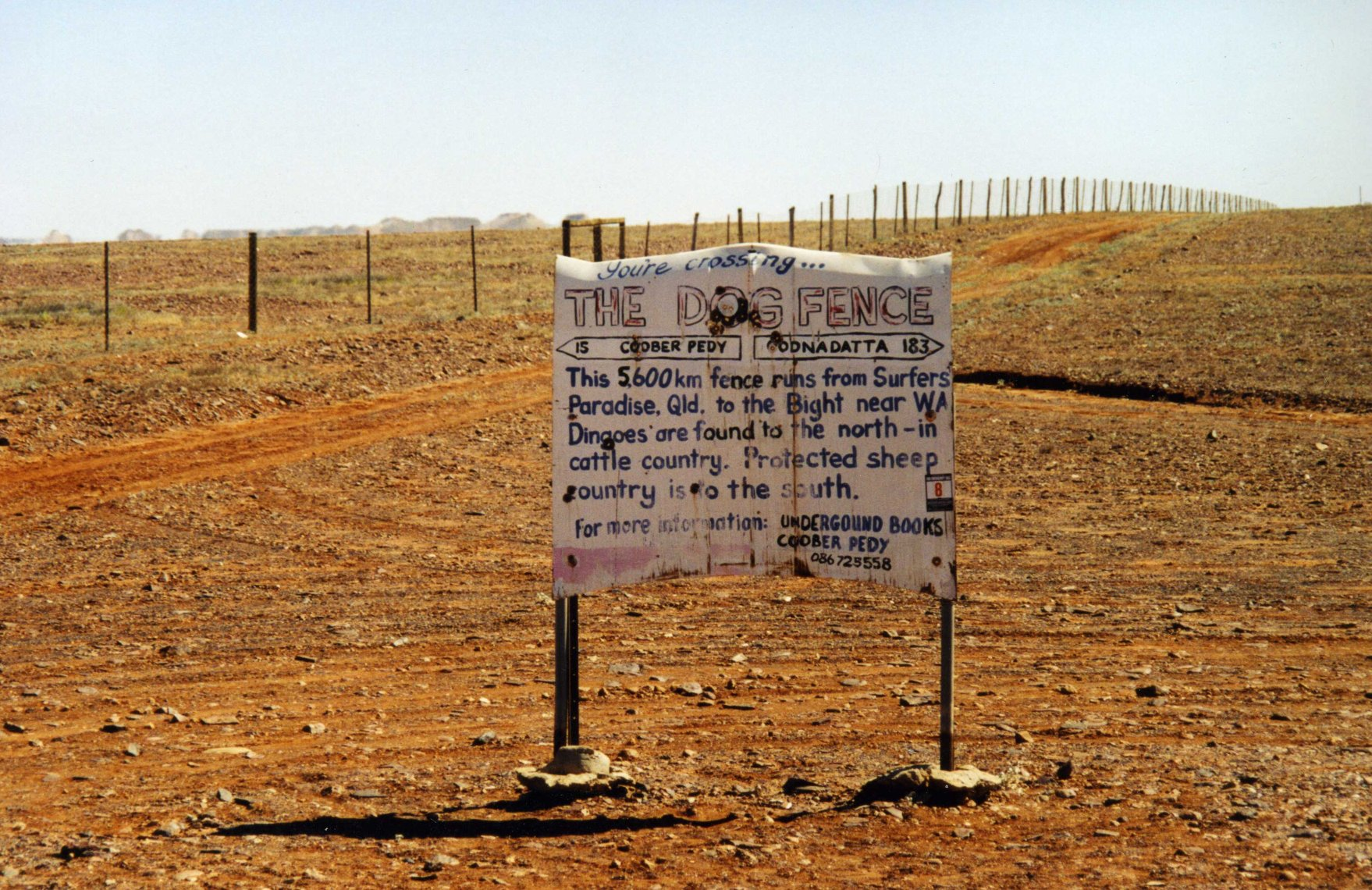
Dingók elleni kerítés, előtérben a figyelmeztető tábla

Sok népszerű, turistavonzó látnivaló van az outbacken. Az ismertebb főbb turisztikai látványosságok:
- Alice Springs
- Australian Stockman's Hall of Fame
- Birdsville
- Broome
- Coober Pedy, opálbányák, föld alatti szálloda és templom
- Uluru (Ayers Rock)
- Devils Marbles
- Eyre-tó, többnyire félig kiszáradt sóstó
- Kakadu Nemzeti Park
- Nitmiluk Nemzeti Park
- Kata Tjuta
- Kings Canyon (Watarrka)
- MacDonnell Ranges
- Mount Isa
- Monkey Mia
- Mount Augustus Nemzeti Park
- Oodnadatta Track, sivatagi földút
- Oodnadatta, a régi vasút The Ghan egykori végállomása
- Old Ghan Heritage Trail, a régi vasút mentén húzódó földút
- Willandra Lakes Region
- Wolfe Creek-kráter, becsapódási kráter

## Az Outback közlekedése, annak szabályai és veszélyei

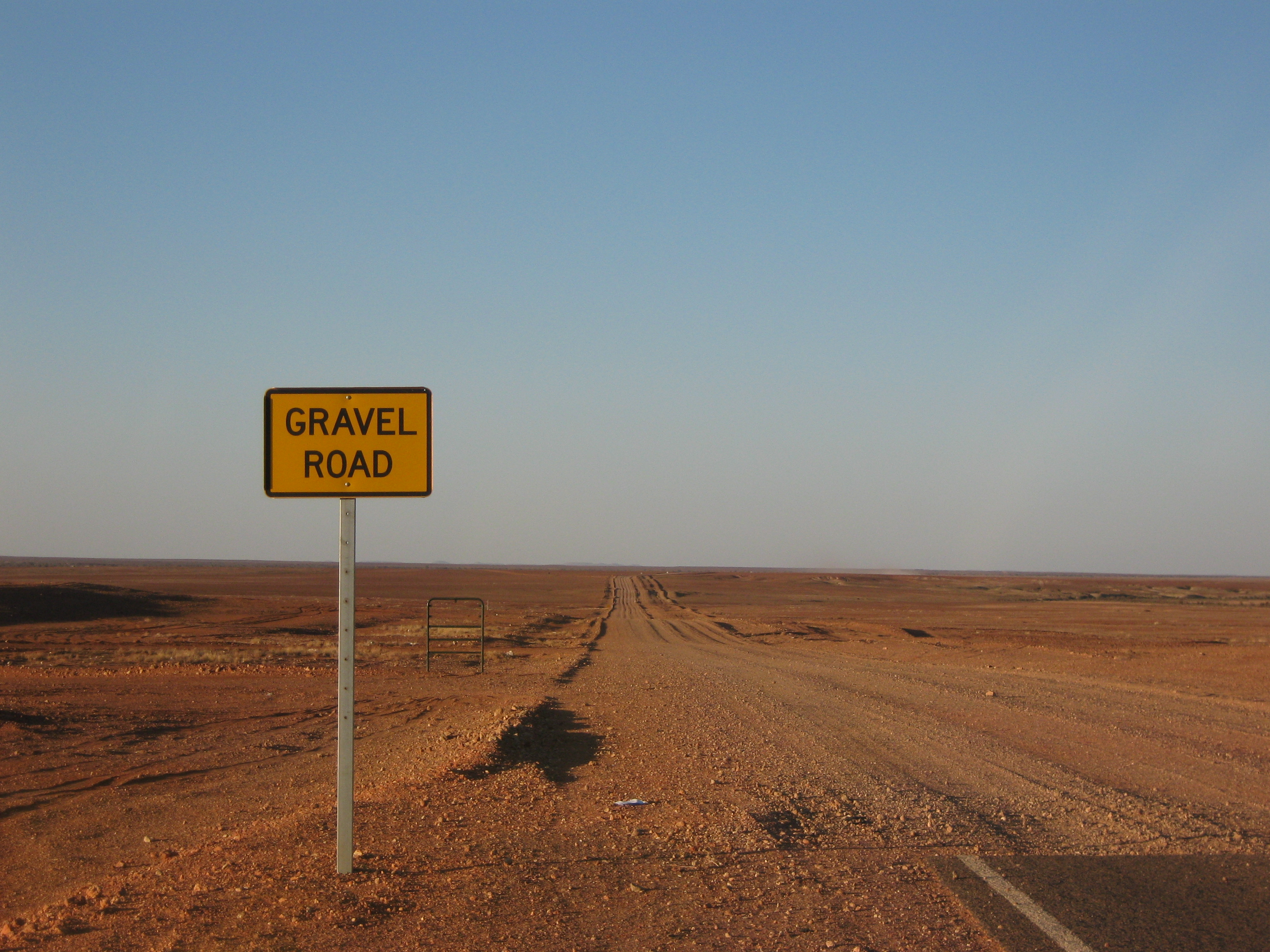
Ausztrál földút

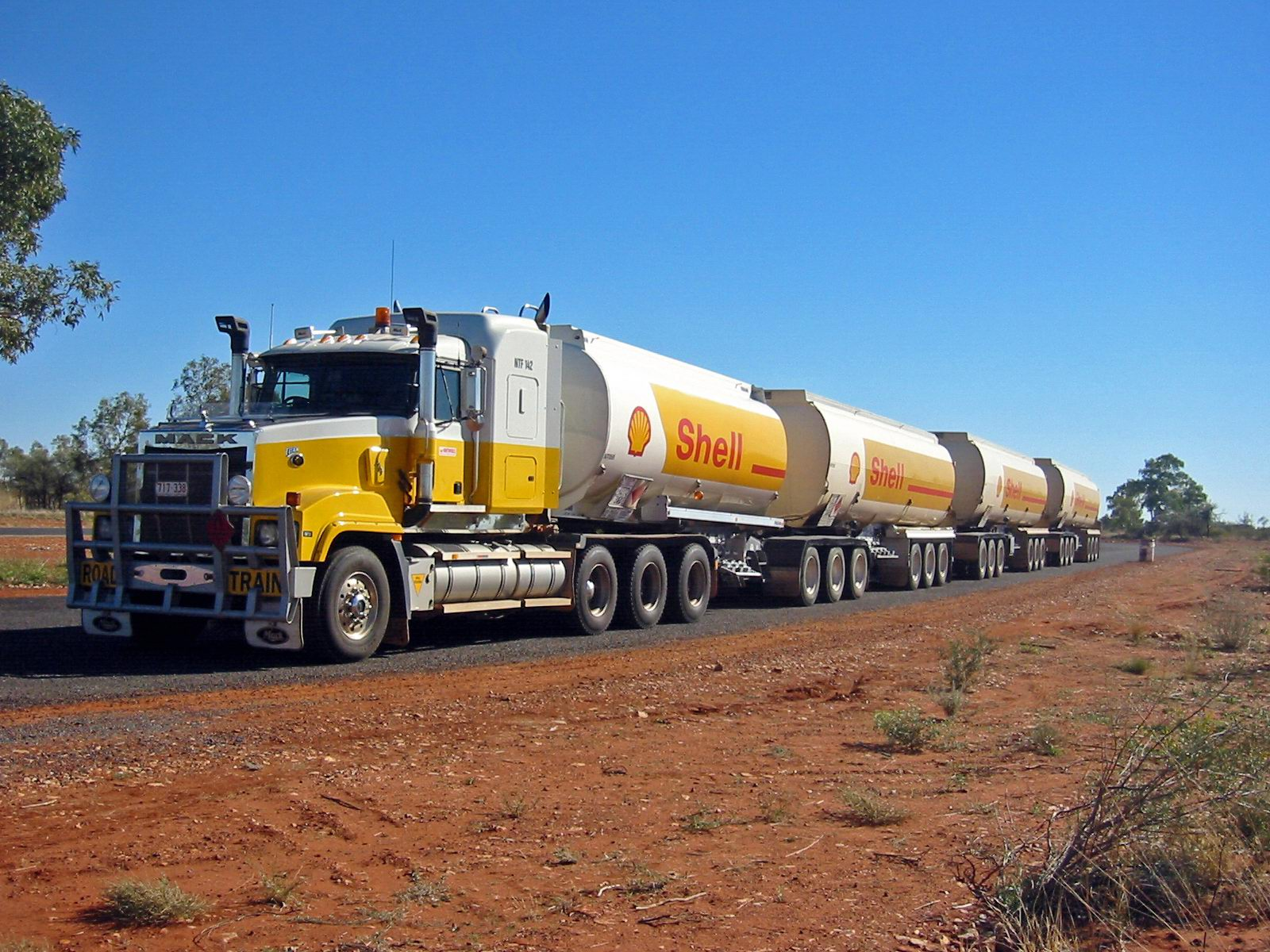
Ausztrál road train

### Közúti közlekedés
Ausztrália több államból áll; a közlekedés szabályai, a sebességhatárok államról államra változhatnak. Az ország teljes területén balra hajts szabály van, az autók jobbkormányosak. Elsősorban az outbackre jellemző az alacsony népsűrűseg és elszórt települések.
A komolyabb útépítések csak a közelmúltban kezdődtek meg a távoli területeken, az 1950-es években például csak földút vezetett Alice Springs, vagy Darwin felé. A távoli területeken európai jellegű infrastruktúra nincs kiépítve. Számos olyan nevezetes hely van, melyet csak több száz kilométeres földúton lehet megközelíteni. A települések a belsőbb területeken rendkívül ritkák, kevés lakossal, falusias jelleggel. Elsősorban emiatt alakultak ki a road trainek, vagyis országúti vonatok, amik olyan többpótkocsis kamionszerelvények, amelyek a vasúthoz hasonlóan mindenféle jellegű áruk szállítását végzik, fuvaronként nagyobb volumennel, ennek oka, hogy az elszórt településeket így hatékonyabban tudják kiszolgálni, a gyérebb sivatagos forgalomban pedig bőven elférnek. Nemcsak kiszolgálás történik így, hanem a helyi farmok és bányák is gyakran road trainekkel juttatják célba a termékeiket, illetve érceket. Az outbackben megforduló gépkocsik, terepjárók, buszok, kamionok speciálisan fel vannak készítve a sivatagi igénybevételre: a vadvédőrács, a légszívótorok a motor számára, a minimum két pótkerék, az utazók számára bőven elegendő ivóvíz és egyéb pluszfelszerelések is mind tartozékai az ottani járműveknek.

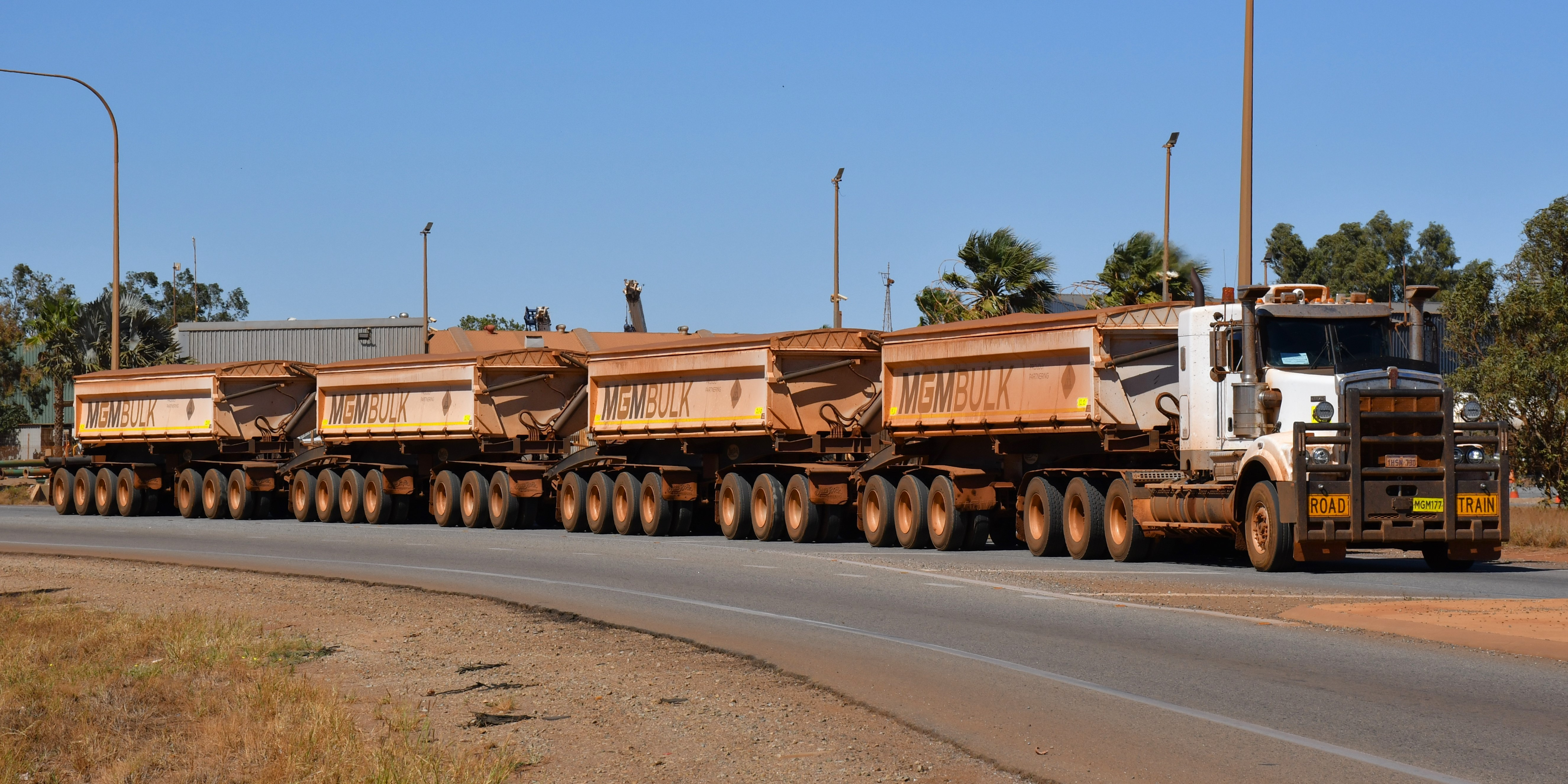
Bányászati billenős szerelvény

Szinte minden településen, vagy a fontosabb utakon átlag 200 kilométerenként található egy úgynevezett „roadhouse” (útiház), melyen tankolási, telefonálási lehetőség, kisebb üzlet, egyszerű szálláslehetőség és kempinghely, esetenként szerelőműhely található. Figyelembe kell venni, hogy a „hotel” szó Ausztráliában nem csak szálláshelyet, hanem kocsmát is jelent, így a roadhouse sokszor a hely kocsmája is egyben, esténként nagy élettel. Mivel többnyire még az ivóvizet is akár több ezer kilométer távolságból szállítják kamionnal, az árak meglehetősen magasak. Sok roadhouse komoly idegenforgalmi szolgáltatásokat biztosít a turistáknak, saját honlapja van a szolgáltatásokkal, árakkal, a környék érdekességeivel.

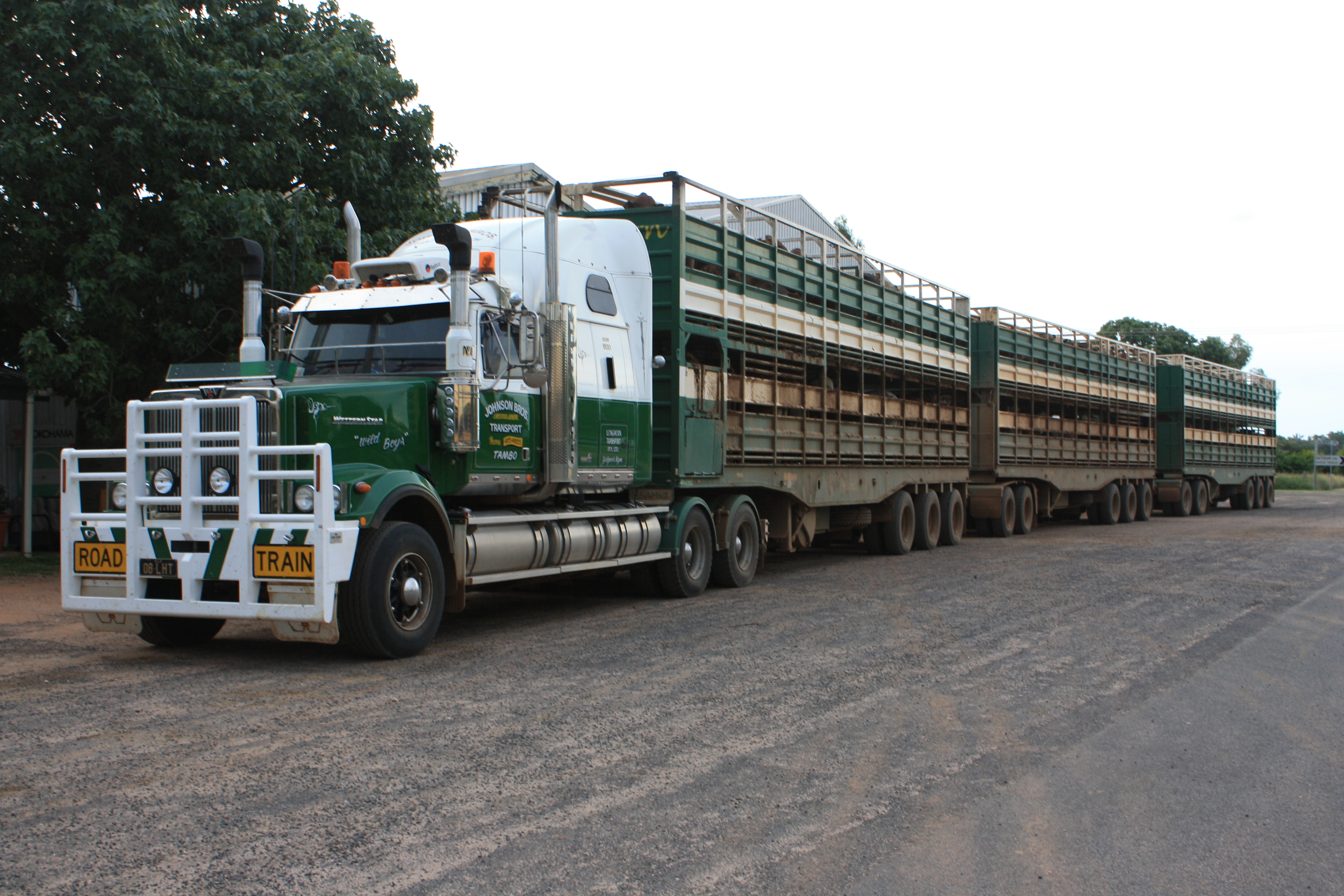
Az élőállat-szállító szerelvény is gyakori a helyi szarvasmarha és juhtenyésztés miatt

Az Outback országutak egy részének kiváló bitumenfelülete van (sealed road), ezeken a közlekedés nappal és jó időjárási viszonyok közepette nem veszélyesebb a megszokottnál. Több országos jelentőségű, általában jól karban tartott, jelzett és kitáblázott földút is található, ezek neve unsealed road, gravel road, vagy egyszerűen dirt road (földút). Az egészen távoli helyekre gyengébb minőségű földutakon lehet eljutni. A jelöletlen földutak egy része marhagazdaságokhoz, kutakhoz vezet, esetleg egyszerűen megszűnik.

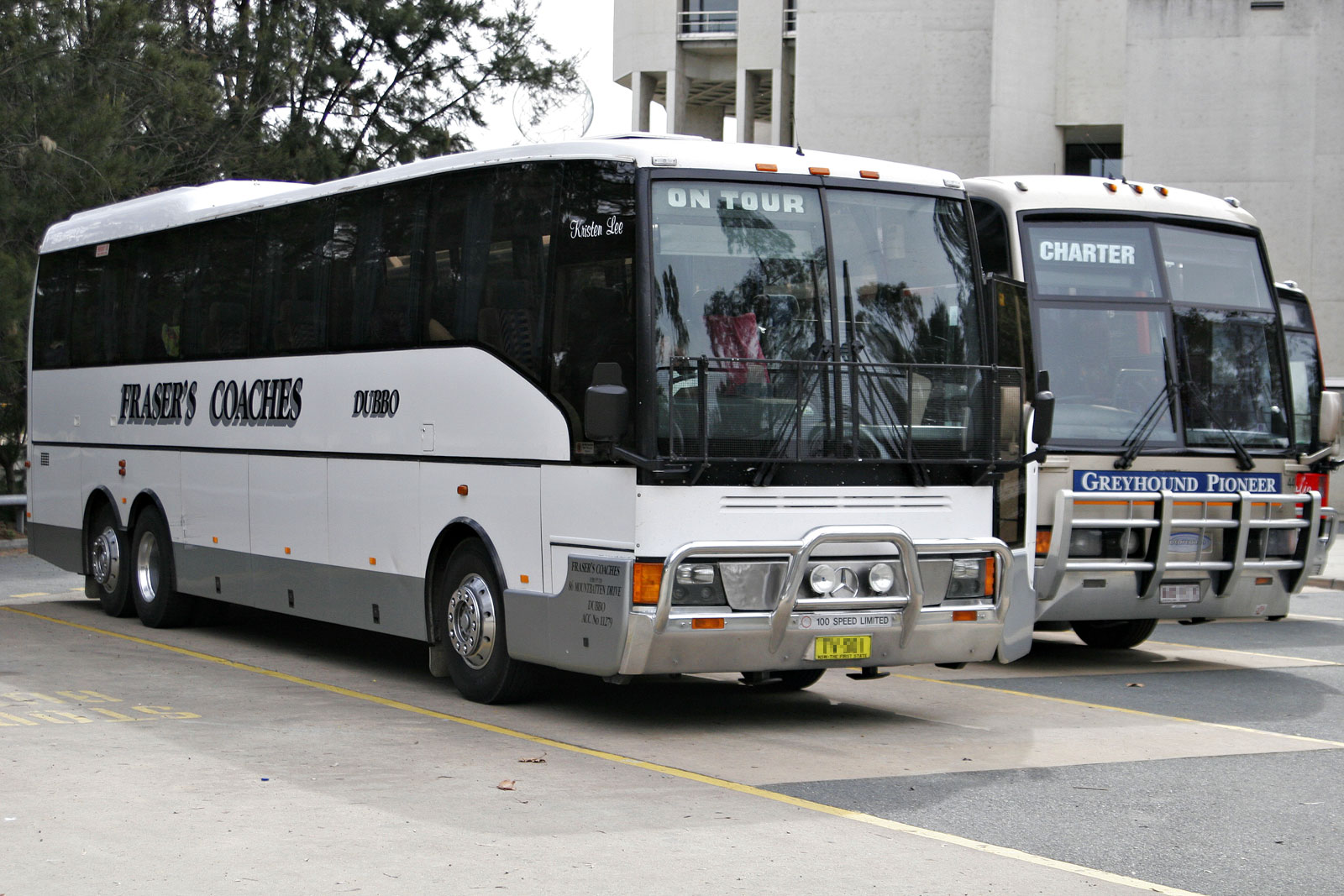
Az ausztrál buszok is rendelkeznek vadvédőráccsal

Az outback területén, különösen a távoli földutakon való autóvezetésnek több fontos szabálya is van. A távoli földútra térő autósnak tisztában kell lennie azzal, hogy elhagyta a civilizációt, a néptelen területen csak magára és járművére számíthat, ennek megfelelően kell felkészülnie és óvatosságot tanúsítania. Egyéni utazásra vállalkozóknak megfelelő egészségi állapotban kell lenniük, kellő vezetési gyakorlatra és felkészültségre is szükség van. Aki bizonytalan önmagában, annak célszerűbb inkább a képességeinek megfelelő szervezett túrán résztvenni.
- A monoton és jórészt néptelen úton a balra hajts szabályról könnyen megfeledkezhetnek a nem ehhez szokott autóvezetők. Ebből adódó és egyébként könnyen elkerülhető balesetben halt meg Eugene Merle Shoemaker, a neves csillagász.
- A távolságok hatalmasak, a települések ritkák. Benzinkút, vásárlási, pihenési lehetőség, segélyhely olykor csak több száz kilométer után található. A következő tankolási lehetőség és segélytelefon távolsága mindig pontosan ki van táblázva.
- A hatalmas road-train elnevezésű kamionoknak elsőbbséget kell biztosítani, előlük időben ki kell térni. Az általuk felvert por leülepedésig célszerű leállni.
- Alkonyat és napkelte között a vezetés sem aszfalt, sem földúton nem ajánlott az éjszaka csapatostul rohangászó kenguruk és más, az útra tévedő állatok, a monotonitás, elalvásveszély miatt. Időben el kell érni egy települést, vagy legalább egy roadhouse nevű, általában 200 kilométerenként található pihenőhelyet.
- A fontosabb földutak száraz időben normál járművel is jól járhatók, esős időben viszont csak terepjáróval engedélyezik a behajtást, esetleg teljes útzárat rendelnek el. Az északi, trópusi területeken és nyáron a legnagyobb az esély egy hirtelen, özönvízszerű, áradást okozó esőzésre. Az utak állapota és a behajtási lehetőség pontosan és napra készen fel van tüntetve a szükséges helyeken. A behajtási tilalmat megszegők komoly veszélynek és pénzbírságnak teszik ki magukat.
- Földutakra hajtásnál gondoskodni kell a jármű megfelelő műszaki állapotáról, a tartalékalkatrészekről, két pótkerékről, bőven elegendő üzemanyagról, több napra elegendő vízről és élelemről. Földutakon biztonságosabb terepjáróval közlekedni, az autókölcsönzők általában nem is engedik városi autóval a földúton közlekedést. Pontos térkép nélkülözhetetlen, GPS vagy navigátor nagyon ajánlott.
- Mellékutakon előfordul, hogy az utat sorompó, vagy kapu zárja el. Ilyen helyen mindig fel van tüntetve, hogy a területen szabad, vagy tilos az áthajtás. Amennyiben szabad, a sorompót, vagy kaput abban az állapotban kell hagyni, ahogy az áthaladás előtt találtuk. A nyitott kaput nyitva kell hagyni, a zárt kaput vissza kell zárni.
- Egészen távoli helyekre, gyenge minőségű, vagy eleve jelöletlen földúton elindulni pontos helyismeret nélkül nem tanácsos. Ilyen esetben célszerű több autóval, konvojban, szakképzett vezetővel utazni. Egyéni út esetén lehetőleg előre jelenteni kell az elindulást, útvonalat, várható megérkezést, például a célállomás rendőrségén. Késés esetén ez a keresést megkönnyíti.
- A legmelegebb nyári hónapokban az utazás egyáltalán nem javasolt. A megfelelő időszak túrázásra a júliustól szeptemberig terjedő időszak. Nyáron, a tűző napon néhány óra alatt életveszélyesen ki lehet száradni. Néhány roadhouse a nyári hónapokban be is zár.
- Mobiltelefon-hálózat csak a nagyobb településeken található, de a műholdas telefon lefedettség a teljes országra kiterjed. A turisták kedvező áron bérelhetnek műholdas telefont vagy FM adóvevőt, ez baj esetén életmentő lehet.
- Az utazónak számítani kell arra, hogy baj esetén csak hosszabb idő után juthat segítséghez. A kisforgalmú, távoli földutakon éppen a bajba került utazók miatt rendszeres rendőri járőrözés van, de erre általában hetente legfeljebb kétszer kerül sor.
- A teljes körű egészségbiztosítás elengedhetetlen, a műszaki mentés horribilis költségei miatt az autóbiztosítás erősen ajánlott.
- Idősebb, vagy krónikus betegségben szenvedő személy csak különös óvatossággal induljon el outback túrára. Számukra inkább a kényelmesebb, szervezett utak ajánlhatók az egyéni utazással szemben.
- A legfontosabb szabály: baleset, eltévedés, benzin kifogyás esetén a járművet tilos messzebbre elhagyni, ez a későbbi keresést megnehezíti. A túlélés esélye a járműben a legnagyobb.

### Légiközlekedés
A nagyobb településekre és nevezetességekhez (pl. Alice Springs, Coober Pedy, Uluru) menetrendszerű légijárat megy. Turista és sétagép, légitaxi sokszor a meglepően kis településen is igénybevehető. Minden outback bányának van saját felszállópályája, hogy a távoli területekre tudják a munkásokat szállítani. A juh és marhatenyésztő telepeknek is van saját leszállópályájuk, általában saját repülővel. Orvosi és mentőszolgáltatásokat nyújt a Royal Flying Doctor Service, a légidoktor szolgálat.

### Vasúti közlekedés

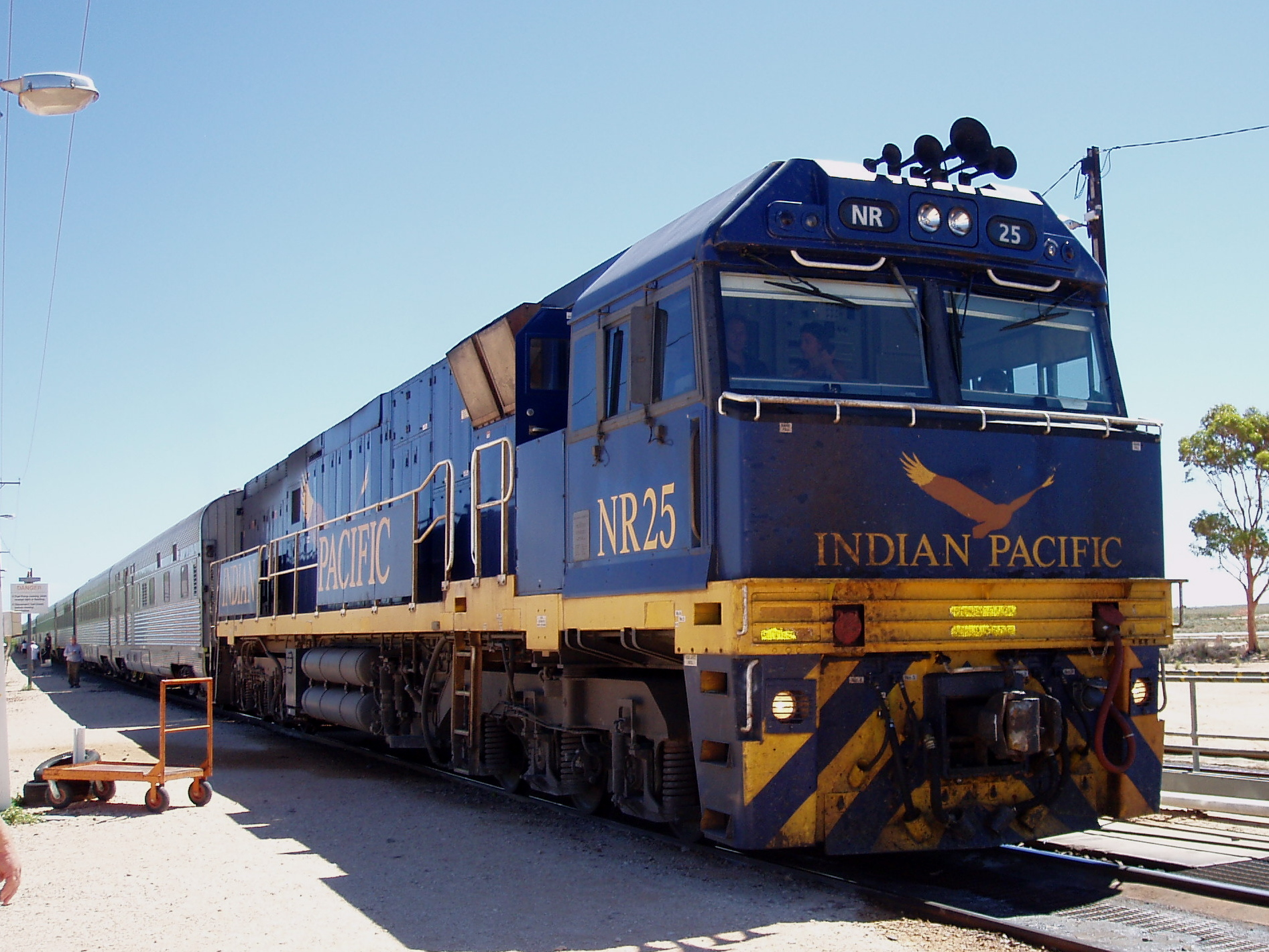
Az Indian Pacific a mára elnéptelenedett, négy fő lakosú Cook városban

Ausztráliának két, a kontinens egészét keresztülszelő vasútvonala van, mely nagyobb részben az Outback területén fut.
Az Outback egyetlen észak-déli irányú vasútja az Adelaide és Darwin közötti vonal, melyen a The Ghan nevű vonat jár, Coober Pedy, Alice Springs, Tenneant Creek, Katherine érintésével. Ez a világ leghosszabb, észak-déli irányú vasútja.
Az egyetlen kelet-nyugati irányú vasútvonal Sydneyből indul, Broken Hill és Adelaide érintésével Perthbe tart, közben átmegy a Nullarbor-síkságon. A vonal teljes hosszában járó vonat neve The Indian Pacific.
A keleti part városaiból több vasútvonal is indul nyugati irányba, ezek végállomása többnyire az Outback valamelyik kisebb településén van.
A helyi szokás szerint a távoli helyekre tartó személyszállító vonatok nem járnak minden nap, a leggyakoribb a heti két járat. A személyszállító vonatokat magántársaságok üzemeltetik, minden járatnak külön nevet adnak. Előfordul hogy ugyanabba az irányba két cég két külön járatnévvel közlekedtet vonatot.
Több bányatársaságnak saját vasútvonala is van, ezek akár több száz kilométer hosszúak is lehetnek, általában a belső területek bányáiból a legközelebbi kikötőbe vezetnek. Ezeken a vonalakon személyszállítás egyáltalán nincs. Ilyen bányajárat pl. a Copley szénbánya és a Port Augustai hőerőmű közötti vasút, ahol több kilométer hosszú szerelvények járnak.

### Kerékpáros és gyalogtúrák
Nappal csak a leghidegebb téli hónapokban van elviselhető, gyalog és kerékpártúrára alkalmas hőmérséklet. Ilyenkor éjjel viszont könnyen akár fagy is lehet. Nyáron a sivatagi melegben akár pár óra alatt is hőgutát lehet kapni, vagy ki lehet száradni. A nagy távolságok miatt többnyire nem lehet egy nap alatt a következő lakott helyet elérni. Mivel több napra elegendő készletet és felszerelést sem lehet szállítani, egy hosszú gyalogos vagy kerékpártúra nem veszélytelen, csak igen alapos és minden részletre kiterjedő előkészületekkel és kizárólag csoportosan szabad nekivágni. Egyedül túrára vállalkozni életveszélyes.
- Akár egy órányi hosszú gyalogláshoz is napsapka, napszemüveg, napvédő krém és több liter ivóvíz szükséges.
- A szomjúságérzettől függetlenül rendszeresen kortyolgatni kell. Alkoholos és cukros italokat csak az esti pihenő során szabad inni.
- Akár még egy rövidebb gyaloglás esetén is ügyelni kell a veszélyes állatokra, Ausztrália a veszélyes kígyók, pókok, krokodilok hazája. Szelídnek látszó állatok is veszélyessé válhatnak (pl. kenguru, koala, dingó, teve, elcsatangolt kos vagy bika). Az ottani kígyók nem agresszívek, csak veszély esetén támadnak. Figyelni kell merre lépünk, hová ülünk. A kígyókat megfogni, üldözni nem szabad, ha van menekülési útjuk, maguktól is azonnal elmennek. Marás esetén a megmart végtagon nyirokkeringést elzáró fáslikötést kell alkalmazni, és azonnal segítséget kell hívni. Az elkerülhetetlen balesetnek minősített halálos marás rendkívül ritka, legtöbbjét az emberi felelőtlenség okozza.
- Főleg a sziklás területeken rengeteg elhagyott és alig észrevehető bányagödör, üreg lehetséges, ezekbe beleesni életveszélyes, kijönni egyedül olykor lehetetlen.
- Hosszabb túrához bakancs, lehetőleg hosszú nadrág és ing, térkép, iránytű, víz, élelem, műholdas telefon, éjszakára meleg ruha, elemlámpa és legalább hálózsák feltétlenül szükséges.
- A trópusi területen ismeretlen vizekbe belemenni, vagy azokat túlzottan megközelíteni a krokodilok miatt nem szabad. Ismeretlen forrásból nem szabad inni.
- Gyalogtúra esetén a legfőbb szabály: ne vállalj fölös kockázatot, és figyeld, hová lépsz!.

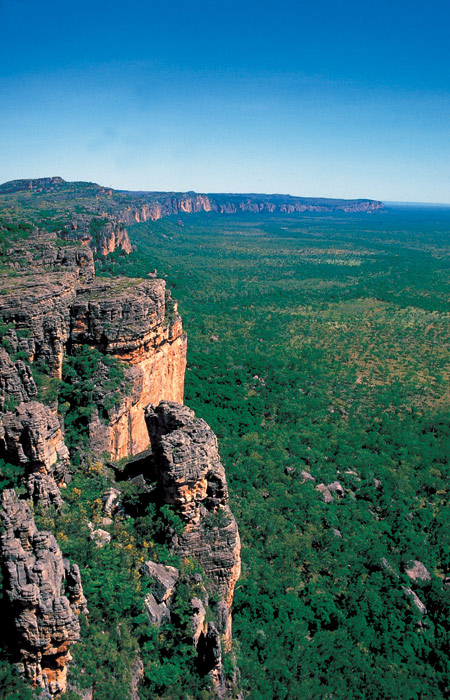
Kakadu Nemzeti Park

## Fontosabb városok
- Alice Springs, Északi terület
- Tennant Creek, Északi terület
- Katherine, Északi terület
- Broken Hill, Új-Dél-Wales
- Coober Pedy, Dél-Ausztrália
- Halls Creek, Nyugat-Ausztrália
- Newman, Nyugat-Ausztrália

## Az Outback a filmekben
- Mad Max filmek
- Krokodil Dundee filmek
- Priscilla, a sivatag királynőjének kalandjai
- Funny Things Happen Down Under
- Kenguru Jack
- Ned Kelly
- Wolf Creek – A haláltúra
- Wolf Creek 2.
- Wolf Creek, hat részes tévésorozat
- Vándorrege (Walkabout)
- Szentek és álszentek (Holy Smoke)[1]
- 1967 istennője (The Goddess of 1967)[2]
- Nyomkövető (The Tracker)[3]
- Ausztrália (film)
- Wyrmwood
- Road Train (film)
- Roadrunner (film)
- Napoleon – kis kutya nagy pácban
- Félelemben élni (Wake in Fright)
- Spirits of the Air, Gremlins of the Clouds
- The Outback - animációs film gyerekeknek
- Bele a semmibe (Gone)
- Országúti bosszú (The Rover)
- Burke & Wills (1985), a balsorsú expedícióról készült ausztrál mozifilm
- Piknik a Függő Sziklánál (Picnic at Hanging Rock)

Az Outback területén forgatták, de nem ott játszódik:
- Pitch Black – 22 évente sötétség (sci-fi)
- Vörös Bolygó (sci-fi)

Az Outback területén játszódik, de nem ott forgatták:
- Mad Max – A harag útja (Mad Max – Fury Road) (forgatási helyszín: Namíbia)
- Mad Max Renegade (forgatási helyszín: USA)

## Képgaléria

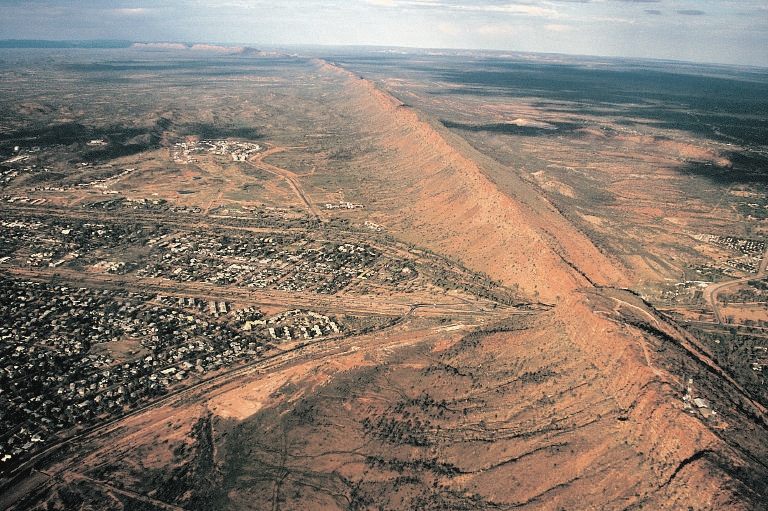
Alice Springs
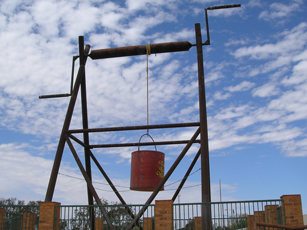
Nagy csörlő Coober Pedyben
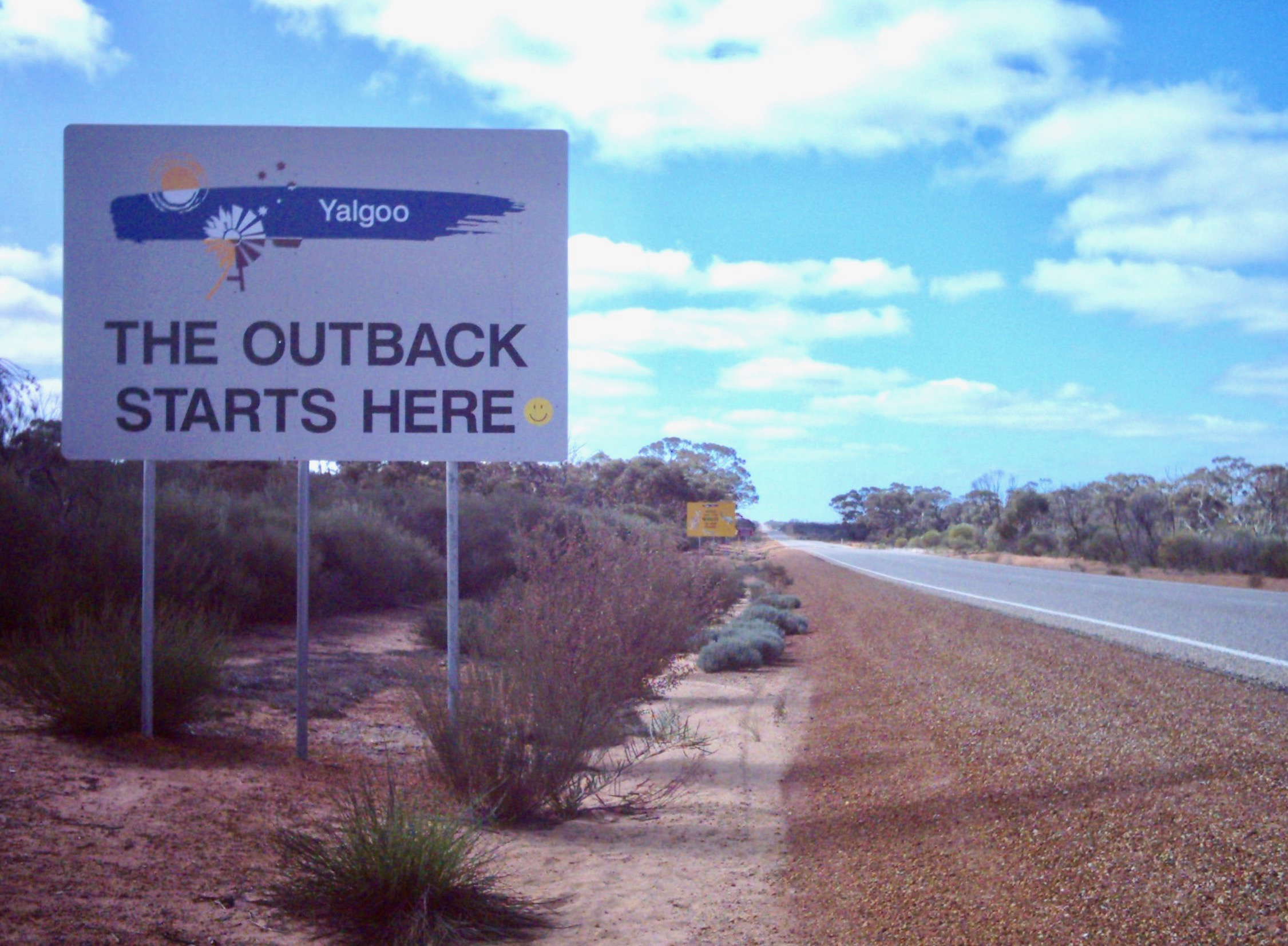
Az outback itt kezdődik - tábla jelzi
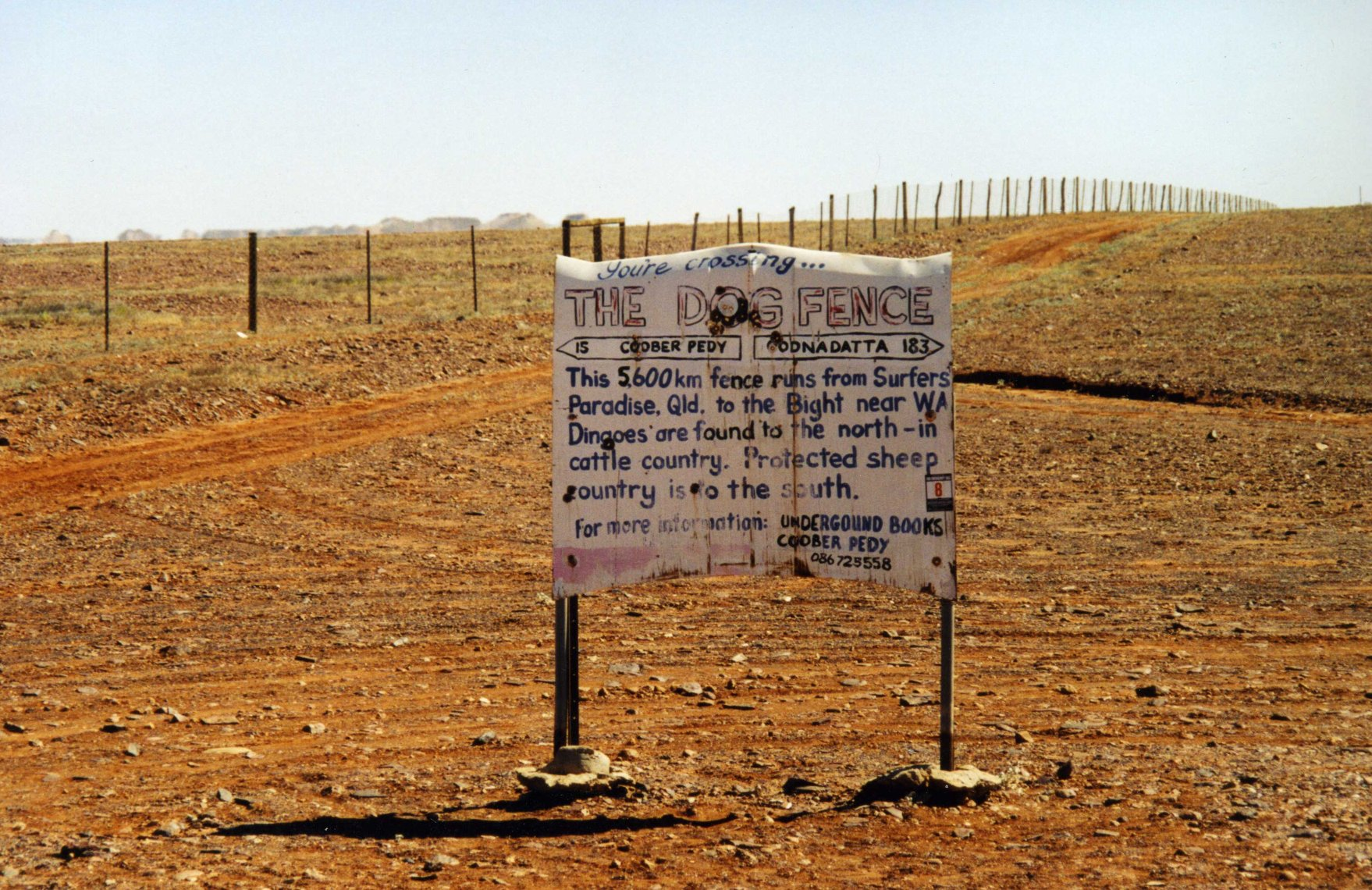
Dingók elleni kerítés
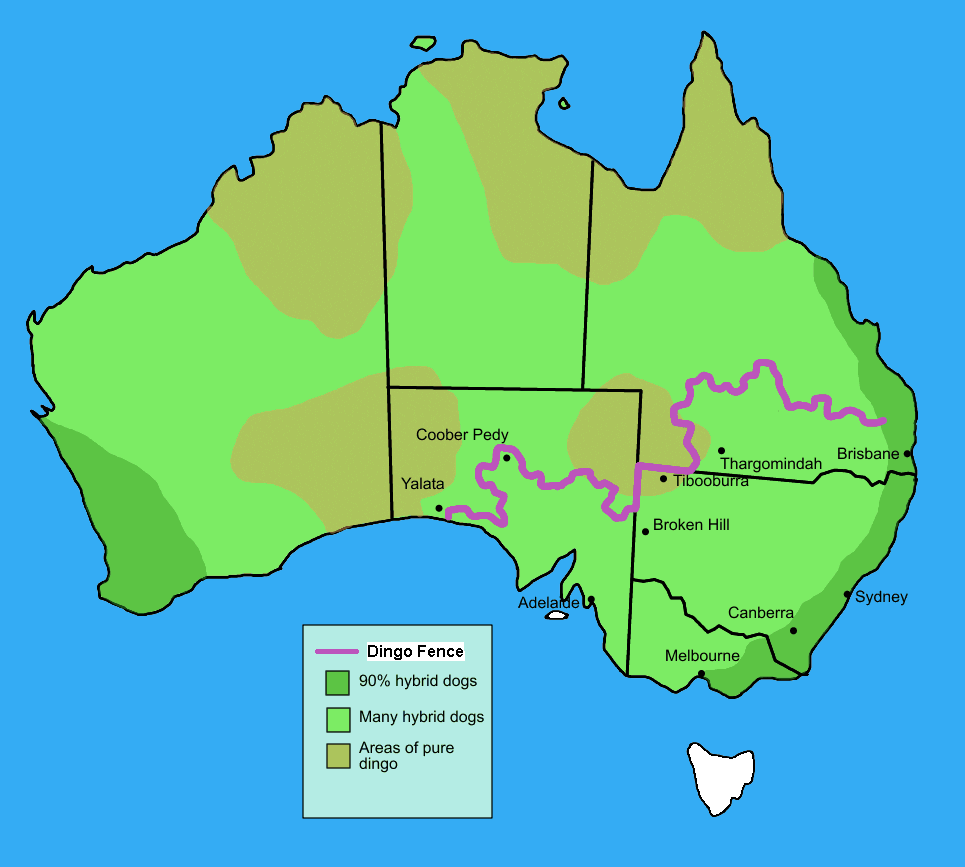
A dingók elleni kerítés 5600 km hosszú
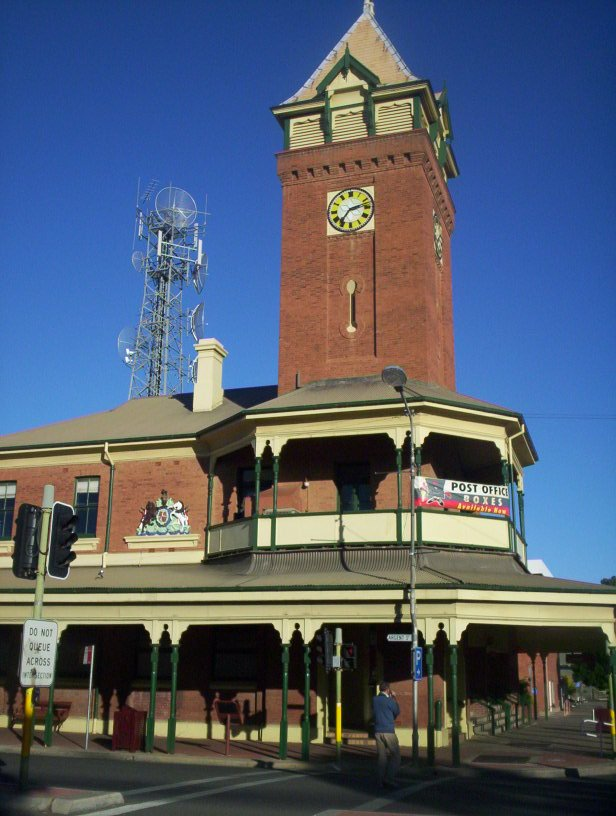
Broken Hill
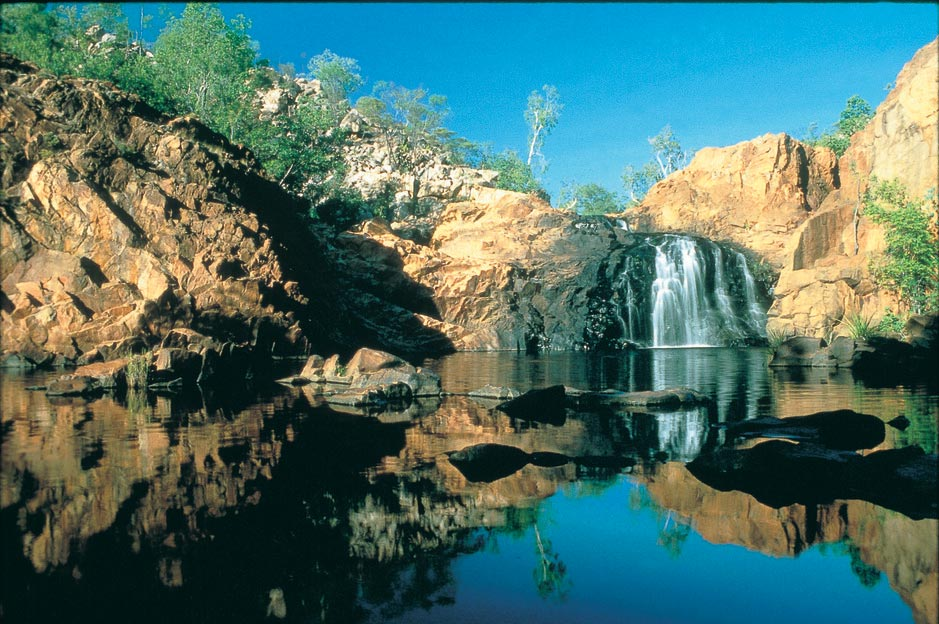
Nitmiluk nemzeti park
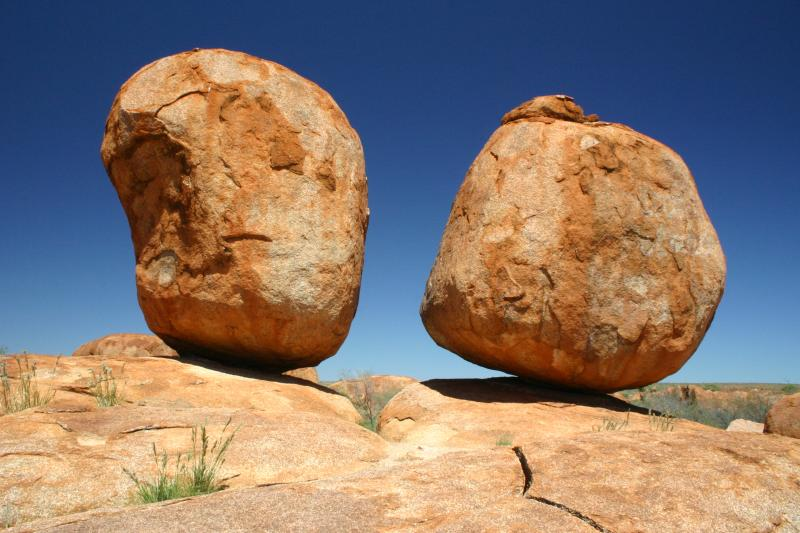
Devils Marbles - az „Ördög Üveggolyói”
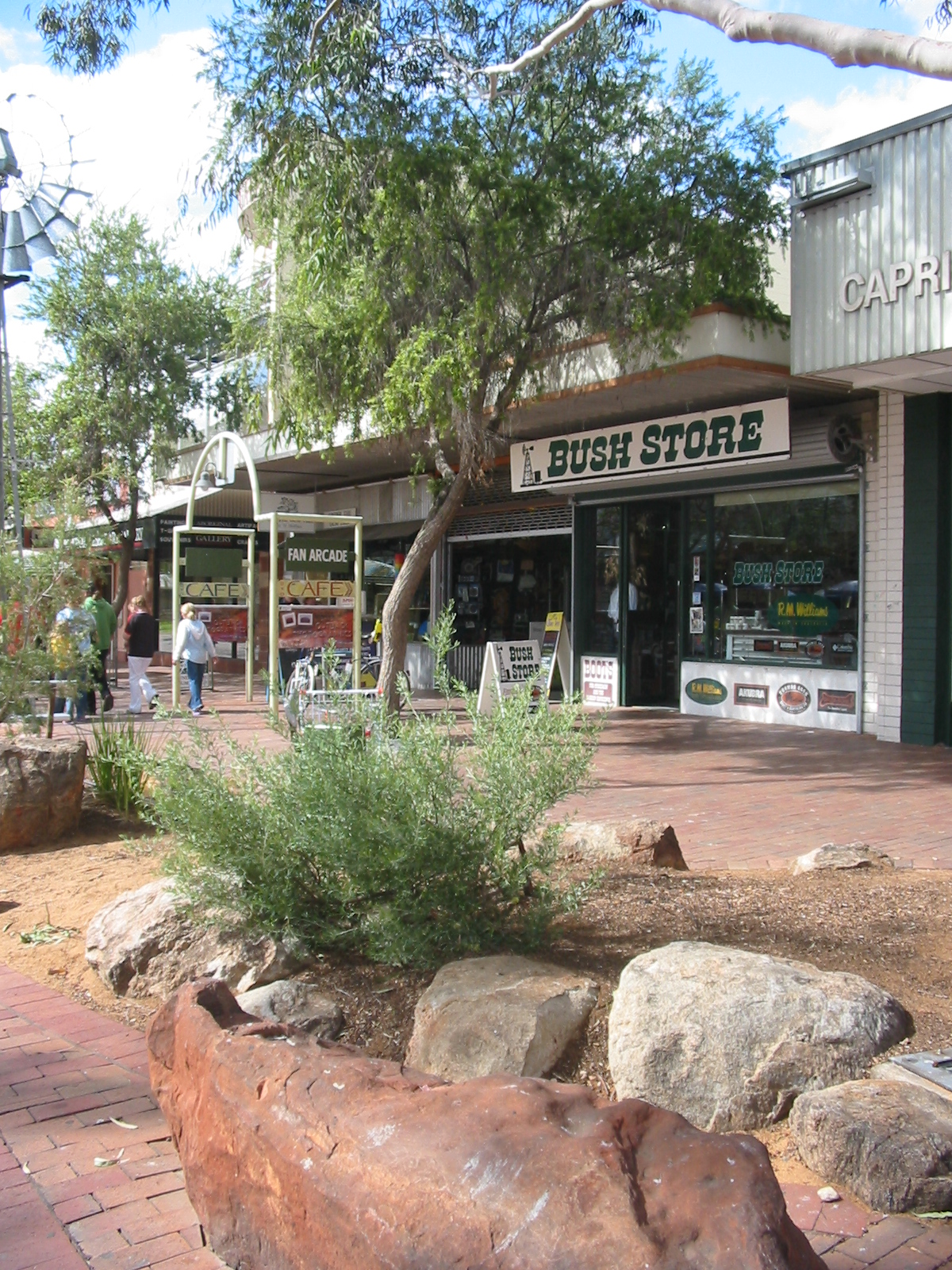
Todd bevásárlóközpont